# Idiops bersebaensis
Idiops bersebaensis là một loài nhện trong họ Idiopidae.
Loài này thuộc chi Idiops. Idiops bersebaensis được Embrik Strand miêu tả năm 1917.